# Shamsia Hassani
Ommolbahni Hassani dite Shamsia, née en 1988 à Téhéran, est une graffeuse afghane et professeure agrégée de sculpture à l'université de Kaboul. Elle popularise le street art dans les rues de Kaboul. Elle expose son art digital et son street art en Inde, Iran, Allemagne, Italie, Suisse et dans les missions diplomatiques de Kaboul,,. En 2014, elle est nommée parmi les 100 membres des global thinkers.
Hassani peint des graffitis à Kaboul pour sensibiliser le public aux années de guerre.

## Biographie
Shamsia Hassani est née en 1988 à Téhéran, en Iran, où ses parents, originaires de Kandahar, ont émigré durant les années de guerre. Hassani montre de l'intérêt pour la peinture dès son jeune âge. On ne l'autorise pas à étudier les arts, sujet d'études interdits pour les personnes étudiantes originaires d'Afghanistan. Dès son retour à Kaboul en 2005, elle étudie l'art traditionnel à l'université de Kaboul. Plus tard, elle rejoint l'université en tant que chargée de cours puis de professeure associée en sculpture. Elle fonde le collectif d'art contemporain Rosht,.

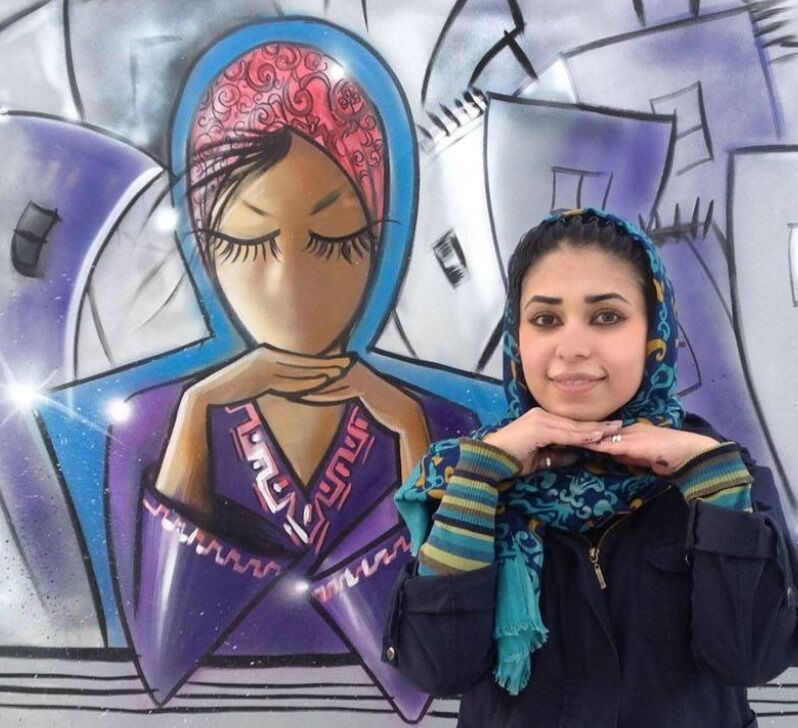
Shamsia Hassani en Afghanistan

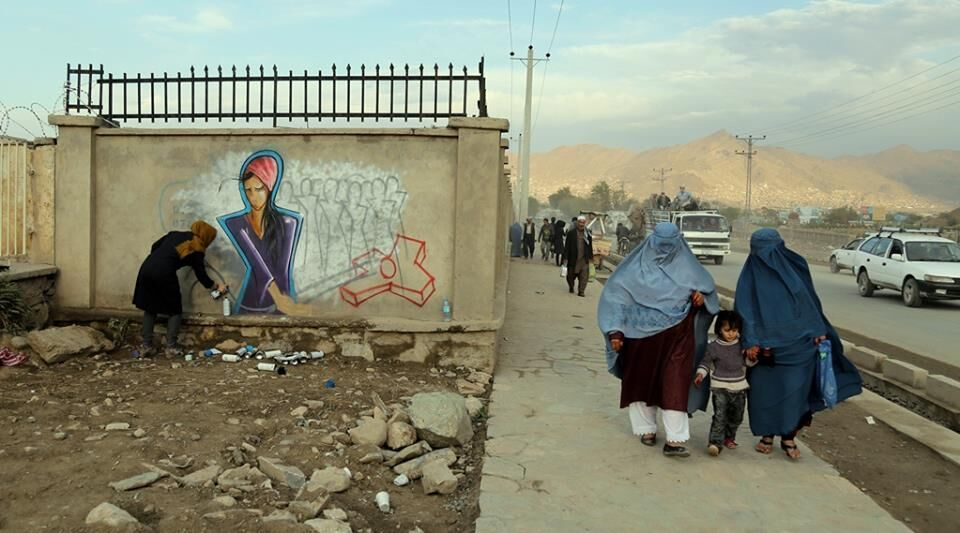
Graffiti à Darul Aman Palace, Kabul, Afghanistan

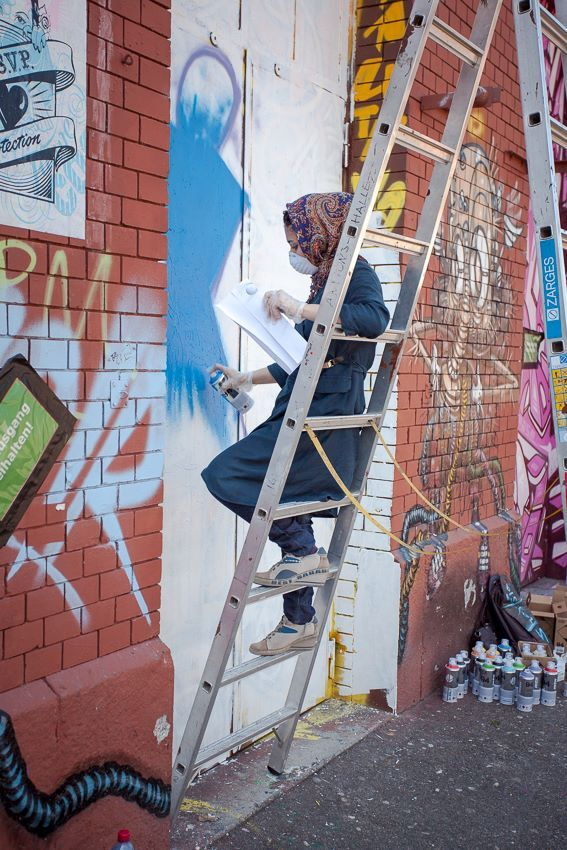
Graffiti en Suisse par Shamsia Hassani

Hassani apprend l'art du graffiti dans un cours organisé à Kaboul en décembre 2010 par Chu, un graffeur du Royaume-Uni. Le cours est coordonné par Combat Communications. À la suite de cet atelier, elle commence la pratique du street art sur des murs de maisons dans les rues de Kaboul. Elle adopte cette forme d'art car les aérosols et les pochoirs sont beaucoup moins chers que les fournitures d'art traditionnelles. L'une de ses œuvres sur les murs du centre culturel de la capitale figure une femme vêtue d'une burqa assise sous un escalier. L'inscription figurant en-dessous indique : « L'eau peut revenir dans une rivière asséchée, mais que devient le poisson qui est mort ? ». Elle termine son travail rapidement, en 15 minutes, pour éviter tout harcèlement et affirme que son travail n'est pas islamique.
Hassani présente également son œuvre dans un format numérique par le biais de son projet intitulé « Rêver Graffiti ». Elle présente alors des séries dans lesquelles elle peint ou photoshope des couleurs et des images sur des photos numériques pour explorer les questions de sécurité personnelle et nationale.
Elle indique vouloir contrer l'oppression des femmes afghanes dans leur société par son travail[réf. souhaitée].
En 2014, Hassani est finaliste pour le prix Artraker pour son projet « La magie de l'art est la magie de la vie ».
Le 14 juin 2013, elle réalise une fresque murale à l'Union ouvrière de Genève dans le quartier des Grottes avec des femmes migrantes victimes de violences réfugiées dans des foyers d'urgence,,. Le 14 juin est une date symbolique en Suisse car ce jour-là est commémorée la Grève des femmes du 14 juin 1991. Shamsia se rend également à Zürich en juin 2013, dans le cadre de la Rote Fabrik.
En 2021, dans le contexte de la prise de Kaboul par les Talibans, elle réalise des fresques traduisant la peur et l'effroi causés par les insurgés, ce qui constitue une forme de résistance alors qu'elle est menacée en tant que femme et en tant qu'artiste.